# Benicalaf

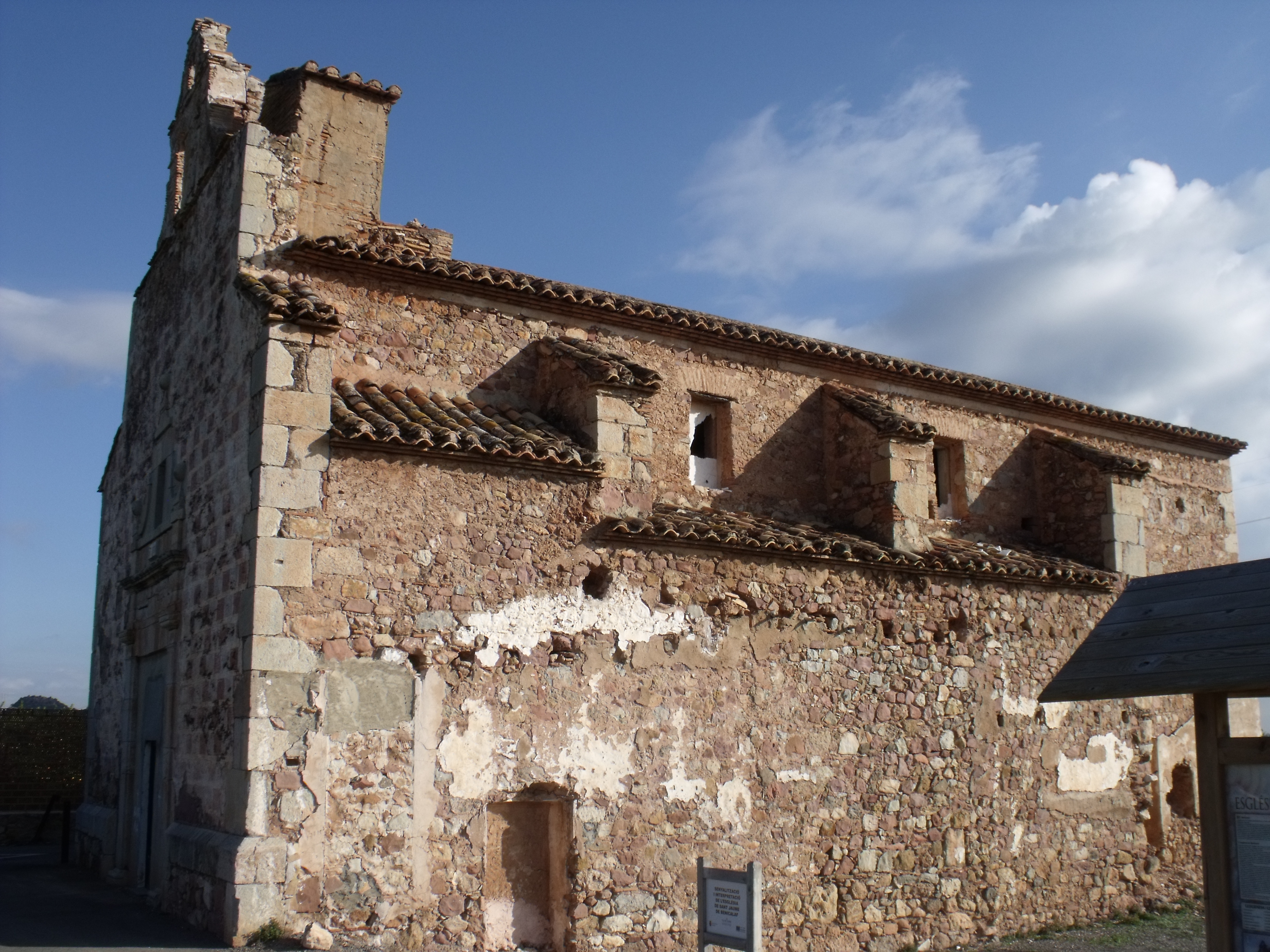
Església de Sant Jaume.

Benicalaf (també conegut com a Benicalaf de les Valls o Benicalaf de Morvedre) va ser un lloc del municipi de Benavites, a la Vall de Segó (País Valencià). Va ser un municipi independent fins al 14 d'abril de 1856, data que es va annexionar a Benavites. En l'actualitat està totalment despoblat i només resta dempeus l'església de Sant Jaume.

## Història
Benicalaf va tindre el seu origen en una alqueria andalusí, segons consta en el Llibre del Repartiment. El topònim té probablement el mateix origen que el del poble de Benicalap, actualment un districte de la ciutat de València.

En 1609 estava habitat per 8 famílies i, després de l'expulsió dels moriscs, va ser repoblat en 1612. Formava part d'un senyoriu pertanyent a l'Hospital General de València, i es va constituir en municipi independent a l'abolir-se els senyorius. Cavanilles el cita com nucli independent el segle xviii. Pascual Madoz el 1849 feia la següent descripció:
| «                     | L[ugar] con ayunt[amiento] de la prov[incia] […] de Valencia (3 1/4 leg[uas]), part[ido] jud[icial] de Murviedro (1 1/4); Sit[uado] en la parte mas meridional del valle de Sego ó Valletes de Sagunto, con libre ventilacion y clima sano […] Tiene 37 casas de irregular construccion y en el centro una igl[esia] parr[oquial] (Santiago) […] El térm[ino] confina por N. y O. con Sta. Coloma y Faura; S. Murviedro, y E. Canet; estendiéndose 1 1/4 de hora de N. á S. y 1/2 de E. á O. […] Ind[ustria]: la agrícola, 2 hornos de pan cocer y 2 molinos de aceite. Pobl[ación]: 41 vec[inos], 130 alm[as]. El presupuesto municipal asciende a 2,030 r[eale]s, que se cubre con arbitrios y reparto vecinal. En 1611 pertenecía á Doña Florinda Cruyllas el señ[orío] de esta poblacion. | » |
| — Diccionari de Madoz | |   |

El 14 d'abril de 1856 va ser annexionat per Reial Decret al municipi de Benavites. L'església de Sant Jaume va continuar funcionant com església fins a l'any 1901. En l'actualitat l'ajuntament de Benevites estudia diversos projectes per a restaurar aquest temple i recuperar en certa manera el patrimoni de Benicalaf.

## Patrimoni
- Església de Sant Jaume: Aquest edifici, edificat en el segle xviii, és l'únic vestigi que queda de dita població.[1] Posseïx planta rectangular d'una sola nau amb capelles laterals. Es cobreix amb volta de mig canó amb llunetes i presenta una decoració interior realitzada a força de frescos amb escenes religioses.[5] De l'exterior destaca la portada d'estil manierista i la coberta, a dues aigües. El temple està declarat Bé d'Interès Cultural.[1]